# Hamaya

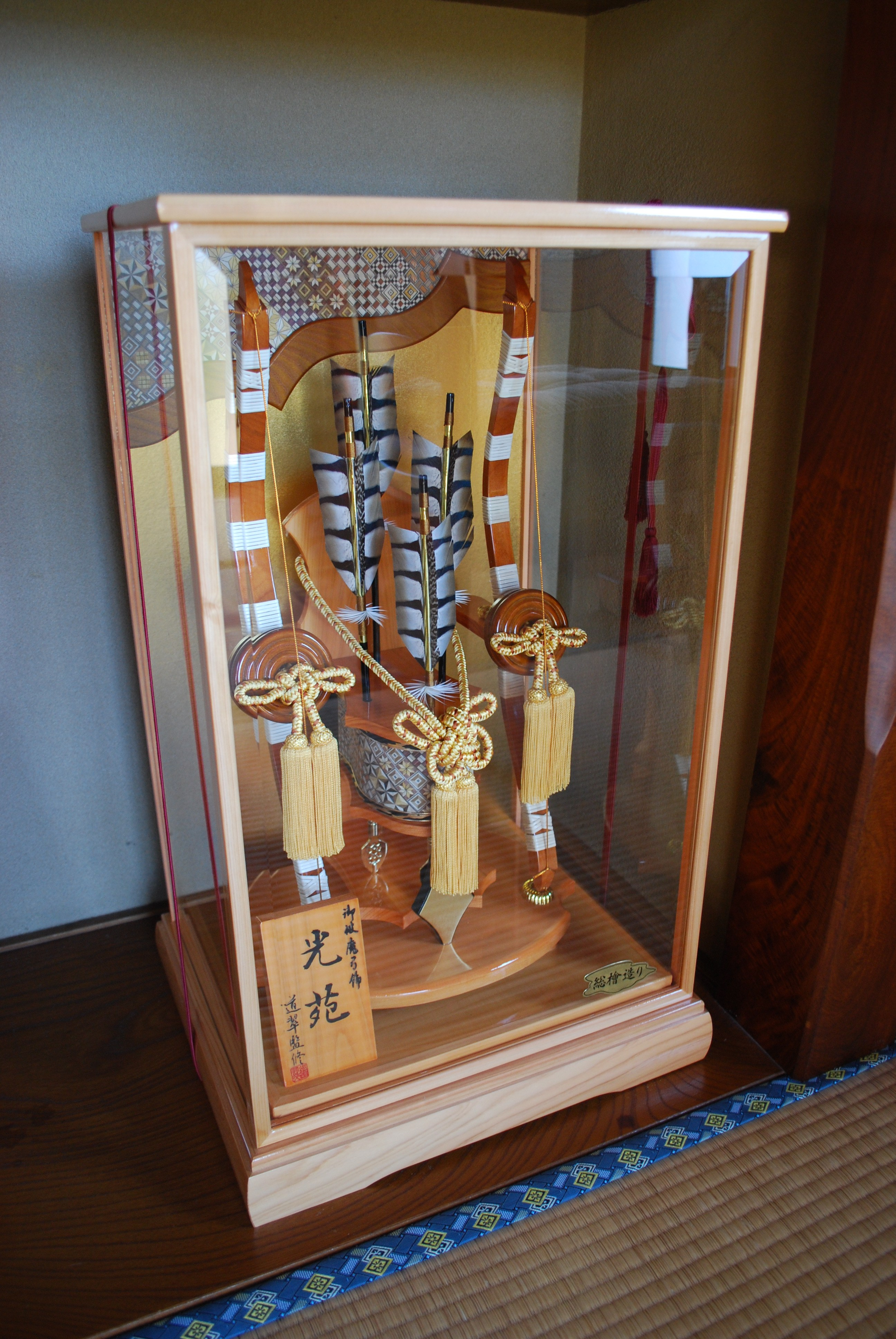
Vitrine d'exposition de hamaya de Nouvel An.

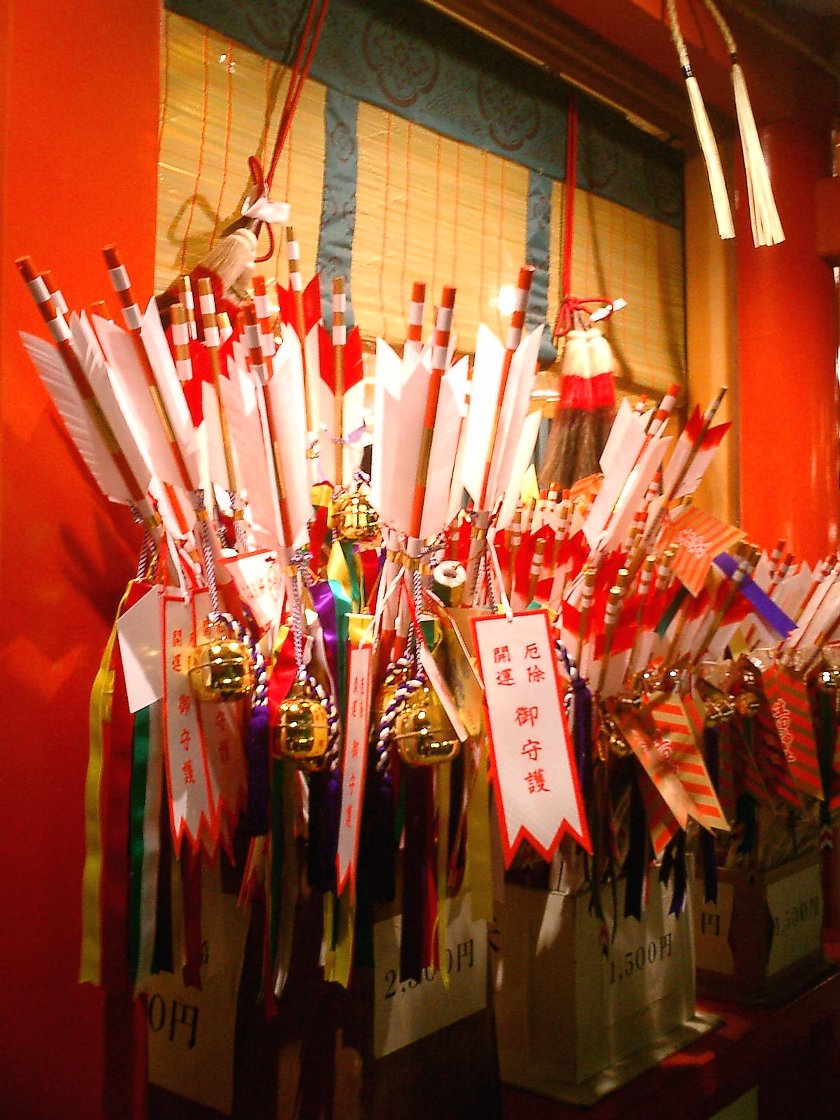
Hamaya au Ikuta-jinja de Kōbe.

Les hamaya (破魔矢, « flèches tueuses de démons ») sont des flèches décoratives vendues comme porte-bonheurs dans les sanctuaires shinto à l'occasion du Nouvel An japonais.
Avec les arcs correspondants (hama yumi), les hamaya sont populaires de l'époque d'Edo jusqu'au début de l'ère Meiji comme cadeaux pour célébrer le premier anniversaire d'un enfant de sexe masculin. À partir du début de l'ère Meiji, les flèches sont ensuite vendues séparément.
Une coutume encore pratiquée dans le Japon d'aujourd'hui consiste à placer une hamaya et un hama yumi aux coins nord-ouest et sud-est d'une nouvelle maison lors de la cérémonie jōtōsai (上棟式) marquant l'alignement des deux versants formant le faîtage. Dans la mythologie japonaise, le sud-ouest et le nord-est sont les directions associées au démon (kimon) et qui encouragent les influences néfastes. Les hamaya et hama yumi sont conçus pour préserver de ces influences.